# Куличков (село)
Куличков (укр. Куличків) — село в Великомостовской городской общине Шептицкого района Львовской области Украины.
Население по переписи 2001 года составляло 576 человек. Занимает площадь 1,7 км². Почтовый индекс — 80075. Телефонный код — 3257.